# Cis diminutivus
Cis diminutivus là một loài bọ cánh cứng trong họ Ciidae. Loài này được Sharp miêu tả khoa học năm 1879.